# 25-та окрема повітрянодесантна бригада (Україна)
25-та окрема повітрянодесантна Січеславська бригада (25 ОПДБр, в/ч А1126, пп В0440) — військове з'єднання у складі Десантно-штурмових військ Збройних сил України чисельністю в бригаду. Базується у селищі Зарічне Самарівського району Дніпропетровської області.
Ця бригада є унікальним з'єднанням десантних військ України — лише вона здатна десантуватися парашутним способом майже у повному складі, разом з технікою. Для цього у неї на озброєнні перебуває призначена для десантування з парашутом бронетехніка — БМД-1, БМД-2, БТР-Д, 2С9 «Нона».
У 1993—2013 роках частини бригади залучалися Україною для виконання міжнародних миротворчих місій під егідою ООН.
На початку 2014 року вище керівництво країни планувало використати бригаду для придушення Євромайдану, проте цей намір не був здійснений. Розвідувальна рота бригади в кінці лютого 2014 року перебувала на тренуванні в Криму, була там заблокована російськими військами, які вторглися до Криму, проте згодом змогла зі зброєю і технікою вийти на материк. В умовах продовження російської агресії проти України і розгортання російських формувань неподалік українського кордону, частини бригади були передислоковані в Донецьку область в район Амвросіївки для посилення присутності українських сил біля кордону. З початком гарячої фази війни на сході у квітні, коли російські диверсанти захопили Слов'янськ, Краматорськ і низку інших міст, підрозділи бригади взяли під контроль Краматорський аеропорт. Згодом бійці бригади брали участь у боях за Слов'янськ, Красний Лиман, у першому бою за ДАП. Під час нарощення українського угруповання в Луганському аеропорті, один з військово-транспортних літаків Іл-76 був збитий в ніч на 14 червня, загинуло 40 десантників бригади і екіпаж літака. Підрозділи бригади влітку брали участь у важких боях за Шахтарськ, деблокуючи оточені на кордоні війська, визволили Дебальцеве, штурмували Савур-Могилу. У зимовій кампанії 2015 року бійці бригади брали участь в боях за Донецький аеропорт, Авдіївку. В районі Авдіївки частини бригади вели бої і в 2016 році.

## Історія
Відповідно до наказу МО України від 5 травня 1993 року в місті Болград Одеської області на базі 98-ї гвардійської повітрянодесантної дивізії почато формування 1-ї аеромобільної дивізії Збройних Сил України. На базі 217-го гвардійського парашутно-десантного полку зі складу 98 гв. ПДД почала формуватися 25-та повітрянодесантна бригада 1-ї аеромобільної дивізії.
Формування бригади починав тимчасовий виконувач обов'язків першого командира 25-ї повітрянодесантної бригади — майор Мостика Василь Григорович, колишній заступник командира — начальник парашутно-десантної служби 217-го полку. Продовжував формування частини, призначений 24 травня 1993 на посаду командира бригади — підполковник Алещенко Іван Володимирович, перший командир 25-ї повітрянодесантної бригади.
5 червня 1993 року особовий склад 25-ї повітрянодесантної бригади в складі 1-ї аеромобільної дивізії склав присягу на вірність народу України.
1 грудня 1993 року формування бригади було завершено.
У період з травня по липень 2002 року 25-та повітрянодесантна бригада 1-ї аеромобільної дивізії була передислокована в смт. Гвардійське Новомосковського району Дніпропетровської області.
16 липня 2002 року Президент України — Верховний головнокомандувач Збройних сил України Леонід Кучма вручив 25-й повітрянодесантній бригаді Бойовий прапор. Прапор на плацу частини з рук Президента отримав 5-й командир бригади полковник Луньов Ігор Васильович.
8 листопада 2002 року наказом Міністра оборони України бригада була виведена зі складу 1-ї аеромобільної дивізії та передана до складу 6-го гвардійського армійського корпусу. Бригада отримала назву 25-та окрема Дніпропетровська повітрянодесантна бригада.
З моменту формування особовий склад 25 ОПДБр брав участь у численних навчаннях, у тому числі й міжнародного масштабу, виконував різні завдання командування.
- 1994 рік — тактичні навчання рот з практичним десантуванням п'яти БМД-1 і 360 чоловік десанту;

- 1995 рік — десантування парашутно-десантної роти з трьома БМД під час проведення батальйонних тактичних навчань;

- у червні 1997 року під час візиту до 1-ї аеромобільної дивізії Міністра оборони Китайської Народної Республіки, було проведено десантування 7-ї парашутно-десантної роти 3 парашутно-десантного батальйону з трьома БМД-1;

- вересень 1997 року — військовослужбовці бригади брали участь у міжнародних навчаннях «Козацький степ-97», під час яких було проведено практичне десантування дванадцяти БМД з літаків Іл-76;

- травень 1998 року — участь у міжнародних навчаннях «Козацький степ-98»;

- жовтень 1999 року — військовослужбовці 25-ї повітрянодесантної бригади брали участь у навчаннях «Південний редут», в ході яких десантується 460 військовослужбовців і шість БМД;

- червень 2000 року — 8 військовослужбовців бригади пройшли підготовку на базі 82-ї повітрянодесантної дивізії армії США;

- липень 2000 року — спільне навчання 3 парашутно-десантного батальйону з військовослужбовцями 82-ї повітрянодесантної дивізії США на Рівненському полігоні, а також десантування дев'яти БМД;

- липень 2002 року — практичне десантування особового складу 3 парашутно-десантного батальйону бригади під час проведення батальйонного тактичного навчання. Батальйон десантувався з трьома БМД-1 з аеродрому зльоту Болград, Одеської області на незнайомий і непідготовлений майданчик приземлення поблизу смт. Гвардійське, Дніпропетровської області. На навчаннях був присутній Президент України — Верховний Головнокомандувач Збройних Сил України Кучма Л. Д.;

- серпень 2002 року — військовослужбовці бригади беруть участь у міжнародних навчаннях «Форпост-2002». Під час навчань проводилося десантування парашутним і посадковим способами. Дії особового складу бригади отримали високу оцінку від Міністра оборони України.

- вересень 2006 року — участь особового складу 25 ОПДБр на навчаннях «Чисте небо-2006». Особовий склад бригади десантується на полігони Криму, Миколаївської області. За навчаннями спостерігав Президент України — Верховний Головнокомандувач Збройних Сил України Ющенко В. А.;

- липень 2007 року — бригада бере активну участь у проведенні широкомасштабних навчань «Артерія-2007», здійснюючи практичне десантування особового складу й техніки (на МКС-350 десантовано 2 БМД-1) на Рівненському полігоні.

Всього за період існування 25 ОПДБр з 1993 по 2008 рр. під час проведення навчань здійснено десантування парашутним способом 65 об'єктів, переважно БМД-1.
- Бойова машина десанту БМД-2 на польових заняттях. 2002.
- Підготовлена до десантування БМД-1 в готовності до руху. 2004.
- Завантаження 3 одиниць БМД-1 зі складу 25 ОПДБр в літак Іл-76 на військовому аеродромі «Мелітополь». 19 вересня 2006.
- Машина управління вогнем артилерії 1В119 «Реостат». 2004.

### Революція гідності
28 січня 2014 року на закритій нараді в Кабміні Микола Азаров поставив завдання міністру оборони Павлу Лебедєву терміново передати до складу Внутрішніх військ два армійських з'єднання — 95-ту окрему аеромобільну бригаду (Житомир) і 25-ту окрему повітрянодесантну бригаду. Замість Житомирської бригади Лебедєв вирішив передати 79-й окремий аеромобільний полк (Миколаїв).
Як повідомляли ЗМІ з посиланнями на Анатолія Гриценка, 19 лютого 2014 року в.о. міністра оборони України Павло Лебєдєв віддав наказ відправити в Київ 25-ту бригаду та 79-ту аеромобільну бригаду із Миколаєва.
Активісти на Дніпропетровщині заблокувати залізничну колію та зупинили потяг, який перевозив військових 25-ї бригади. Поблизу залізничної станції Орлівщина 500—700 мітингувальників блокували залізничну колію, якою прямував потяг із військовими. Тоді десантники бригади почали вантажитися у вантажні автомобілі під Новомосковськом. За словами автора трансляції, десантники повідомили, що «точно потраплять у Київ», а коли автор запитав, чи будуть солдати стріляти в людей, вони відповіли: «Якщо скажуть, то будемо». Колона вантажівок 25-ї бригади ВДВ рухалася в напрямку Києва, однак одна потрапила в ДТП і перекинулася. Троє десантників загинуло, вісьмох у тяжкому стані було доправлено в реанімацію.

### Вторгнення Росії до України і анексія Криму
Станом на початок 2014 року, лише один батальйон бригади був цілком боєздатний — 1-й повітрянодесантний батальйон, котрий регулярно до того залучався до участі в навчаннях. Навіть у такому стані бригада була однією з найбільш дієздатних військових формувань у Збройних сил України, оскільки найменш боєздатні військові частини не були спроможні виставити навіть незначний підрозділ.
У 20-х числах лютого 2014 року розвідувальна рота бригади під командуванням підполковника Миколи Паласа вирушила в Крим на планові навчання, що відбувалися в районі с. Перевальне. Про це у березні 2014 року повідомляв Анатолій Гриценко, називаючи чисельність — 80 осіб. Не дочекавшись наказів із центру, десантники прийняли рішення прориватися на материк. Рота у повному складі, на КамАЗах і бронетехніці, зі штатною зброєю покинула Крим. За словами Гриценка, через півострів десантників супроводжував і гарантував безпеку їхнього виходу на материк російський спецназ.
- Розвідрота 25 ОПДБр в Криму під час російського вторгнення і маневрів на кордоні. Березень 2014.
- Посилення частинами 25 ОПДБр кордону в Донецькій області. Квітень 2014.
- Бронетехніка бригади в полі, піднята за тривогою. Весна 2014.

В березні 2014 року підрозділ бригади під командуванням Євгена Мойсюка висунувся на російсько-український кордон. 16 березня колону техніки у Волноваському районі, неподалік с. Анадоль, перестріли проросійські активісти, які перешкоджали руху колони до кордону і вимагали повернути техніку до пункту постійної дислокації. Колона змушено ночувала в похідних умовах: табір розбили в полі, на схилі балки, у сніжну погоду. Наступного дня, після перемовин із проросійськими активістами за участі керівників району, колона продовжила рух далі, в напрямку залізничної станції Карань.
В кінці березня — на початку квітня 2014 року неповний 1-й батальйон бригади, в котрому значна частина військовослужбовців були контрактниками, посилений батареєю САУ 2С9 «Нона», вирушив на кордон з РФ в Донецькій області в район м. Амвросіївка, і вже безпосередньо там доукомплектовувався резервістами. Батальйон перебував на кордоні з РФ до червня.
Сформувавши батальйонно-тактичну групу на основі 2-го батальйону, частину її направили в Херсонську область, а частину — на полігон «Широкий Лан» під Миколаєвом.
Формування 3-го повітрянодесантного батальйону, окрім командної ланки батальйону, відбувалося винятково за рахунок мобілізованих бійців.

### Війна на Донбасі
Після появи угруповання Ігоря Гіркіна у Слов'янську, орієнтовно 12-13 квітня 3-й повітрянодесантний батальйон висунувся з ППД під Слов'янськ. Його посилили самохідною артилерійською батареєю.
16 квітня 2014 року — під час виконання бойового завдання в рамках АТО у місті Краматорську, бригада була заблокована сепаратистами, 6 одиниць техніки (БМД-2, БТР-Д, САУ «Нона») бригади було передано невідомим особам, які встановили на них російські прапори, після чого колона з 6 бронетранспортерів рушила у Слов'янськ. Близько 50 українських десантників перебували у актовому залі адміністрації Слов'янська. За словами заступника «народного» мера Слов'янська, вони здалися без єдиного пострілу. Інша колона з 15 БМД (близько 500 десантників) була заблокована місцевими жителями у селищі Красноторка поблизу залізничного переїзду «Пчолкіне». Після переговорів, виконуючи наказ, який віддав командувач ПДВ України полковник Олександр Швець, ці підрозділи здали йому затвори від стрілецької зброї та повернулися до місця постійної дислокації у Дніпропетровській області.
17 квітня 2014 року на засіданні Верховної Ради України в.о. Президента України О. В. Турчинов оголосив про те, що бригаду буде розформовано за боягузтво і здачу зброї. Генеральною прокуратурою України відкрито відповідне провадження.
17 квітня 2014 року керівник групи «Інформаційний опір» (ІО) Дмитро Тимчук прокоментував заяву в.о. президента Олександра Турчинова. За даними ІО, озвучена Турчиновим версія подій не відповідає дійсності.
18 квітня 2014 року Міністерством оборони України повідомлено про повернення двох з шести втрачених 25-ю бригадою одиниць техніки у результаті спецоперації. Десантники, які повернулися у Гвардійське, розповіли деталі захоплення бронетехніки:

| На під'їзді до Слов'янська дорогу перекрив натовп з жінок, дітей, літніх людей. Вони заблокували техніку, а з-за їхніх спин вийшли цивільні люди зі зброєю і кинулися роззброювати наших хлопців. Ми могли б чинити опір, але у нас був наказ не стріляти.Оригінальний текст (рос.) На подъезде к Славянску дорогу перекрыла толпа из женщин, детей, пожилых людей. Они заблокировали технику, а из-за их спин вышли гражданские люди с оружием и бросились разоружать наших парней. Мы могли бы сопротивляться, но у нас был приказ не стрелять. |
Крім того, за словами колишнього заступника командира 25-ї бригади, цей підрозділ було укомплектовано резервістами, а за тиждень підготувати десантника неможливо. До того ж вони були з Дніпра, Харкова, Донецька, Луганська.
З початку АТО бійці бригади були залучені до несення служби на блокпостах поблизу Слов'янська, а також для оборони Луганського аеропорту.
3 червня 2014 року бійці бригади брали участь у звільненні Красного Лиману.
9 червня 2014 року зведена рота десантників й військовослужбовців Національної гвардії обороняла блокпост на Краматорськ. Сержант Сергій Адамьонок зазнав поранення, з поля бою на собі його виніс лейтенант Андрій Вашкур.
14 червня 2014 року літак Іл-76, який заходив на посадку в луганський аеропорт, було збито терористами так званої ЛНР за допомогою російської ПЗРК «Ігла». 40 десантників та 9 членів екіпажу загинули.
19 червня 2014 року зведена група зі складу бригади брала участь у бою за Ямпіль. В результаті бою було звільнені населені пункти Ямпіль і Закітне. В зіткненні бригада втратила 6 бійців.
5 липня 2014 року бійці бригади брали участь у відбитті атаки колони важкої техніки бойовиків на 5-й блокпост під Слов'янськом. В результаті бою боєць бригади Мендель Роман загинув, атака була відбита, техніка терористів — спалена. В той же день бійці бригади разом з іншими формуваннями ввійшли в Слов'янськ.
З 27 липня по 7 серпня 2014 року 2 зведені батальйонно-тактичні групи бригади брали участь у деблокаді українських частин, які потрапили в оточення в результаті боїв в ході проведення «операції з відновлення державного кордону».

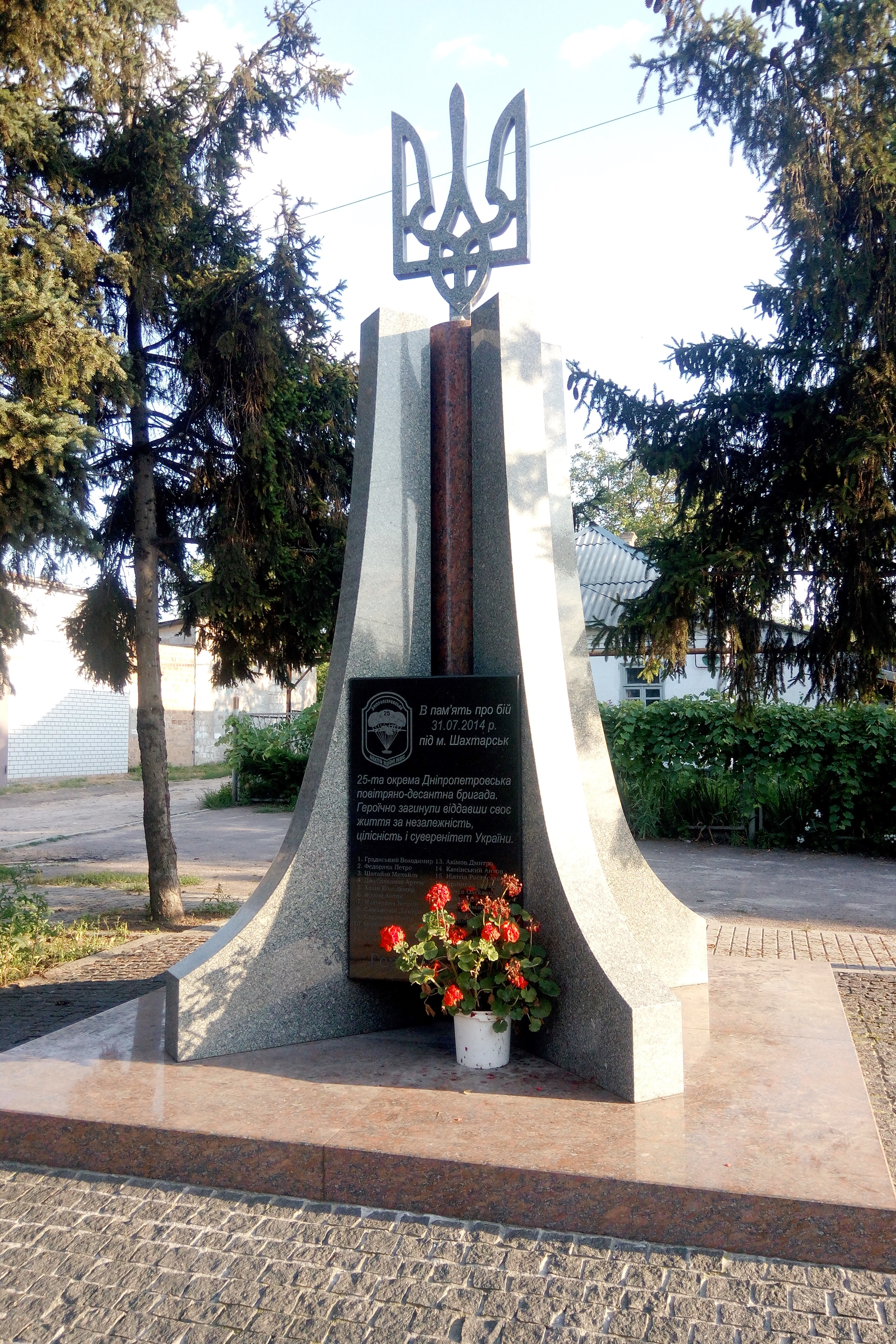
Меморіал в пам'ять про бій 31.07.2014 р. під м. Шахтарськ у Сухачівці

31 липня 2014 батальйон 25-ї бригади намагався взяти штурмом місто Шахтарськ, внаслідок потужних обстрілів бойовиками з РСЗВ «Град» позицій силовиків, а також атаки бойовиків із засідки на колону БТР десантників поблизу м. Шахтарськ Донецької області багато вояків загинуло. Російські бойовики знімали тіла загиблих десантників на відео і фото й потім хизувались у соцмережах. Терористи тимчасово поховали біля недобудованої церкви в парку Шахтарська — Артема Джубатканова, Євгена Сердюкова, Олексія Сєдова, Станіслава Трегубчака, Петра Федоряку, Халіна Володимира та, можливо — Володимира Самишкіна. Тоді ж поліг Андрій Болтушенко; зниклим вважається старший лейтенант Шатайло Михайло Сергійович.
12-13 серпня 2014 року зведена батальйонно-тактична група бригади була залучена до операції по взяттю під контроль населених пунктів Вуглегірськ, Олександрівське, Ольховатка, Булавинське. В результаті населені пункти були звільнені, бригада втратила 9 бійців загиблими.
15-17 серпня 2014 року зведена батальйонно-тактична група бригади бере участь у пошуково-ударних діях в напрямку Дебальцевого, Булавинського, Малоорлівки, Жданівки, Нижньої Кринки. В результаті проведення операції було створено плацдарми у районах Жданівки та Нижньої Кринки.
19 серпня 2014 року 50 десантників зі складу бригади брали участь у штурмі кургану Савур-Могила. В бою загинув десантник Кандела Володимир.
1 жовтня 2014 року ЗМІ повідомили, що десантники бригади, після 2 місяців боїв, повернулися у пункт постійної дислокації у смт Гвардійське.
15 січня 2015 року батальйонно-тактична група зі складу 3 повітряно-десантного батальйону бригади прибула в зону АТО, вона ж брала участь у боях за Донецький аеропорт з 18 по 26 січня. В боях бригада втратила 15 бійців загиблими.
На початку 2019 року бригада вирушила в зону бойових дій. Тримала позиції на Луганщині.
16 серпня 2019 року бригада повернулася на ротацію в ППД із зони бойових дій. Бригада там провела понад сім місяців. Було залучено близько 1000 бійців.

### Російське вторгнення в Україну (2022)
8 вересня 2022 Президент відмітив заслуги бригади при контрнаступі на Харківщині в районі Балаклії. Частини бригади брали участь у визволенні Ізюма.
В ході контрнаступу на Слобожанщині 25 ОПДБр також визволяла лівий берег річки Оскіл та північно-західні райони Луганської області.
У лютому 2023 припускалося, що військовослужбовці бригади проходили навчання у Великій Британії на танках Challenger 2.

## Змагання
За підсумками змагань на найкращий танковий взвод України в 2018 році перемогла команда 25-ї бригади, і вона мала представляти Україну на змаганнях Strong Europe Tank Challenge — 2019 (проведення змагань скасоване).

## Втрати
Станом на 13 грудня 2019 року, 25-та повітрянодесантна бригада втратила 132 бійця загиблими внаслідок російської агресії.

## Структура

### 2014
- Штаб та управління бригади
- 1-й парашутно-десантний батальйон (БМД, БТР-Д, БТР);[17]
- 2-й парашутно-десантний батальйон (БМД, БТР-Д, БТР);[17]
- 3-й парашутно-десантний батальйон (БМД, БТР-Д, БТР);[17]
- бригадна артилерійська група
  - самохідний артилерійський дивізіон (2С9 «Нона-С», 1В119);[17]
  - гаубичний артилерійський дивізіон (Д-30);
  - реактивний артилерійський дивізіон (БМ-21 «Град»);
  - батарея ПТРК[джерело?]
- зенітний ракетно-артилерійський дивізіон
- розвідувально-десантна рота[17]
- взвод снайперів
- інженерно-саперна рота
- польовий вузол зв'язку
- рота РХБ захисту
- рота десантного забезпечення
- рота матеріального забезпечення
- ремонтна рота
- пожежна рота
- медична рота
- полігон

## Командування
Командувачі
- 1993—1996: полковник Алещенко Іван Володимирович
- 1996—1998: полковник Защитников Олександр Миколайович
- 1998—1999: підполковник Габрус Юрій Анатолійович
- 1999—2001: полковник Максименко Андрій Іванович
- 2001—2003: полковник Луньов Ігор Васильович
- 2003—2004: полковник Стельмах Ігор Ярославович
- 2004—2006: підполковник Кольчик Володимир Васильович
- 2006—2007: полковник Свистак Олег Володимирович
- 2007—2015: полковник Содоль Юрій Іванович
- 07.2015—2019)[уточнити] полковник Зенченко Олег Вікторович
- 2019: т.в.о. підполковник Забродський Роман Анатолійович
- 07.2019—2022†: полковник Зенченко Олег Вікторович. Загинув в березні 2022 року під час російського вторгнення в Україну.
- 2023—2025: полковник Ласійчук Євген Вікторович[53][54]
- з 2025: полковник Турчин Андрій Леонідович[55]

Заступники
- ??—2018: полковник Палас Микола Дмитрович
- 2019: в.о. Ігор Чорнобай[46]

## Оснащення

### Бронетехніка та автотранспорт
До 2014 року бригада повністю забезпечувалась озброєнням та технікою, що десантується: БМД-1, БМД-2, БТР-Д, 2С9 «Нона»
На додачу до наявної техніки, з кінця 2014 року на озброєння бригади надходили та використовувались в різний час:
- БТР-70М — близько 20.[57]
- БТР-3E — певна кількість[58][неавторитетне джерело]
- БТР-4 — не менше 20[59][неавторитетне джерело]
- БМП-2 — певна кількість[60]
- AT105 «Саксон» — певна кількість[58][неавторитетне джерело]
- КрАЗ «Спартан» — певна кількість[58][неавторитетне джерело]

На озброєнні танкової роти бригади — танки Т-80БВ.

### Артилерія
- Самохідні артилерійські установки 2С9 «Нона»[56]
- Автоматичні міномети 2Б9 «Волошка»
- Протитанкові ракетні комплекси «Фагот», «Метіс»

## Традиції
16 липня 2002 року бригаді присвоєно почесну назву «Дніпропетровська».
23 серпня 2021 року, відповідно до Указу Президента України № 414/2021 від 23 серпня 2021 року, бригаді присвоєно почесне найменування «Січеславська», а Указ Президента України від 16 липня 2002 року № 654 «Про присвоєння почесного найменування „Дніпропетровська“ 25 окремій повітрянодесантній бригаді Сухопутних військ Збройних Сил України» — визнано таким, що втратив чинність.
14 жовтня 2021 року у Запоріжжі на острові Хортиця, під час візиту президента України Володимира Зеленського, командир бригади полковник Євген Кураш отримав бойовий прапор зі стрічкою з почесним найменуванням.
28 червня 2022 року бригада відзначена почесною відзнакою «За мужність та відвагу».

### Символіка та гасло
Нарукавний знак бригади має вигляд геральдичного щита, скошеного праворуч на «марун» та блакитний кольори. Колір «марун» вказує на належність до ДШВ ЗСУ та на кров, яку пролили бійці під час захисту незалежності України.
Блакитний колір та зірки використовуються в гербі міста Дніпро і вказують на розташування військової частини. Блакитний у геральдиці символізує славу, честь, вірність, він є традиційним у козацькій символіці, а також одним із кольорів державного герба та державного прапора України. Також він є символом вод могутнього Дніпра, що наповнюють нашу землю життєвою енергією.
Центральним елементом нарукавного знаку є стилізована срібна голова сокола, що обернута ліворуч вниз. Вона вказує на можливість виконання бойових завдань у повітряних десантах та символізує стрімкість.
Три семипроменеві срібні зірки, що розташовані в нижній частині, об'єднують кілька сенсів. Зірки в геральдиці є символом високих прагнень, неминущих ідеалів. Семипроменеві зірки, як данина традиції, перейшли з печатки Кодацької паланки. Три зірки — це поєднання минулого, сьогодення і майбутнього. Вони розташовані у вигляді латинської «v», що означає «victoris» — перемога і символізує прагнення до нових досягнень.
Гасло 25-ї бригади — «Завжди перші!». Свого часу лише вона була здатна десантуватися парашутним способом майже в повному складі, разом з технікою.

## Вшанування

### Нагороджені
Найвищими державними нагородами відзначені:
- Ткачук Андрій Сергійович — майор, начальник штабу парашутно-десантного батальйону, Герой України (2016).
- Чорний Володимир Володимирович — старший лейтенант, командир 3 парашутно-десантної роти 1 парашутно-десантного батальйону, Герой України (2022).

### В літературі
- Бійцем бригади Валерієм Ананьєвим була написана художня книга Сліди на дорозі, в якій, серед іншого, була описана служба Валерія в бригаді до початку російсько-української війни та його досвід та бойовий шлях після її початку.[67]

## Матеріали
- Історія бригади [Архівовано 3 грудня 2014 у Wayback Machine.](рос.) // 2005
- Анатолій Шара, 25-та орема повітряно-десантна бригада. Перші бої в АТО [Архівовано 7 жовтня 2017 у Wayback Machine.] // Український тиждень, 2016
- Анатолій Шара, 25-та окрема повітряно-десантна бригада. Рейд на Шахтарськ і взяття Вуглегірська [Архівовано 14 травня 2016 у Wayback Machine.] // Український тиждень, 2016
- Анатолій Шара, 25 ОПДБр. Невідома операція. Жданівка — Нижня Кринка [Архівовано 16 грудня 2017 у Wayback Machine.] // Український тиждень, 2016
- Михайло Жирохов, Рейд на Шахтарськ [Архівовано 8 лютого 2017 у Wayback Machine.] // cheline.com.ua, 10 вересня 2016
- Михайло Жирохов, Війна після перемир'я [Архівовано 8 лютого 2017 у Wayback Machine.] // cheline.com.ua, 1 жовтня 2016
- Михайло Жирохов, Кримська одіссея дніпровських десантників [Архівовано 8 лютого 2017 у Wayback Machine.] // cheline.com.ua, 6 листопада 2016

### Відео
- Справжні: бойовий шлях 25-ї ОПДБ [Архівовано 30 жовтня 2019 у Wayback Machine.] // Військове телебачення України, 7 грудня 2016
- 25 ОПДБр БУДЕМО ЖИТИ // Військове телебачення України, 18 лютого 2018